# Tsjuder
Tsjuder är en norsk musikgrupp som spelar black metal. Tsjuder spelar ortodox black metal i den klassiska norska formen från tidigt 1990-tal. Bandets namn kommer från filmen Vägvisaren. Tsjuder var en mytologisk stam i norra Ryssland.

## Historia
Tsjuder bildades 1993 i Oslo av basgitarristen och sångaren Nag och gitarristen Berserk. Gitarristen Drauglin kom med i bandet 1994. Efter ett år med repetitioner och låtskrivande spelade bandet in två demo-skivor, Div gammelt stasj och Ved ferdens Ende. Strax efter lämnade Berserk bandet och ersattes av trummisen Torvus för nästa demo-skiva, Possessed från 1996. Följande år ersattes Torvus med Desecrator och gitarristen Diabolus Mort tillkom. EP'n Throne of the Goat spelades in 1997. 1998 lämnade Diabous Mort och Desecrator bandet och ersattes av Blod och Arak Draconiiz. 1999 släpptes en ny demo, Atum Nocturnem. Följande år fick Tsjuder kontrakt med skivbolaget Drakkar Productions och debutalbumet Kill for Satan släpptes 2000. Blod lämnade strax efter och ersattes av Anti-Christian.
Efter Kill for Satan ersattes Arak Draconiiz av Pål. År 2001 lämnade Pål gruppen och ersattes av Jontho. 2002 släppte bandet sitt andra studioalbum, Demonic Possession. 2003 återvände Anti-Christian till Tsjuder och ersatte Jontho. Bandet skrev kontrakt med skivbolaget Season of Mist 2004 och studioalbumet Desert Northern Hell utgavs november samma år.
Sedan 2006 har bandet drabbats av en rad upplösningar och återföreningar. Nag har också skapat ett nytt projekt, musikgruppen Krypt.

## Medlemmar
Nuvarande medlemmar
- Nag (Jan-Erik Romøren) – sång, basgitarr (1993–2006, 2010– )
- Draugluin (Halvor Storrøsten) – gitarr (1994–2006, 2010– ), bakgrundssång (2010– )
- Anti-Christian (Christian Håpnes Svendsen) – trummor (1991–2001, 2003–2006, 2010– )

Tidigare medlemmar
- Berserk (Martin Krogh) – gitarr (1993–1995)
- Torvus – trummor (1995–1996)
- Desecrator (Jonas W. K. Pedersen) – trummor (1997–1998)
- Diabolus Mort – gitarr (1997–1998)
- Blod (Jan Egil Fosse) – trummor (1998–1999; död 2018)
- Arak Draconiiz – gitarr (1999–2000)
- Jonas Pedersen – trummor (2000)
- Pål (Pål Emanuelsen) – gitarr, bakgrundssång (2000–2001)
- Jontho (John Thomas Bratland) – trummor (2001–2002)

Turnerande medlemmar
- Vrangsinn (Daniel Vrangsinn Salte) – basgitarr
- Frederick Melander – basgitarr (2017– )

## Diskografi
Demo
- 1995 – Div gammelt stasj
- 1995 – Ved ferdens ende
- 1996 – Possessed

Studioalbum
- 2000 – Kill for Satan
- 2002 – Demonic Possession
- 2004 – Desert Northern Hell
- 2011 – Legion Helvete
- 2015 – Antiliv

Livealbum
- 2016 – Norwegian Apocalypse : Oslo Vs Sandnes

EP
- 1997 – Throne of the Goat

Samlingsalbum
- 2013 – MMIV - MMXI

Video
- 2006 – Norwegian Apocalypse